# Macrocarpaea neblinae
Macrocarpaea neblinae là một loài thực vật có hoa trong họ Long đởm. Loài này được Maguire & Steyerm. mô tả khoa học đầu tiên năm 1981.